# Sunderland AFC
Sunderland AFC este un club de fotbal din Sunderland, Anglia, care evoluează în Premier League.
Clubul a fost înființat la 17 octombrie 1879, de către James Allan, un profesor scoțian, sub denumirea de Sunderland District & Teachers Association Football Club. Newcastle United e rivala tradițională a celor de la Sunderland, rivalitate ce datează din 1898, când a avut loc primul derby Tyne-Wear.

## Istoria

### Anii de glorie
În 1890 Sunderland a intrat în prima ligă engleză, unde va rămâne 68 ani fără întrerupere (un record al Angliei, depășit mai târziu doar de Arsenal), timp în care a câștigat 6 titluri de campioană și o cupă a Angliei, retrogradând în 1958 pentru prima dată în istoria clubului. 
La sfârșitul secolului 19, Sunderland a fost numită “Echipa Tuturor Talentelor” de către fondatorul Ligii engleze de fotbal , William McGregor. 
Sunderland a câștigat primul titlu din istorie în 1892, iar pe al doilea l-a obținut în anul următor, când a și stabilit un nou record, fiind prima echipă din istoria fotbalului englez care a obținut 100 puncte într-un singur sezon. Apoi au urmat succesele din 1895, 1902, 1913 și 1936.

### Perioada de după Al Doilea Război Mondial
După Al Doilea Razboi Mondial, Sunderland a cheltuit sume foarte mari de bani pe achizițiile de jucători, ceea ce i-a adus supranumele de “Banca Angliei”. Cu toate astea, cea mai bună performanță a fost un loc 3, în 1950.
În 1957 Sunderland AFC a fost implicat într-un uriaș scandal financiar. Conducătorii clubului sunt acuzați că au plătit jucatorii cu sume mai mari decât plafonul maxim admis. În urma scandalului, au fost aplicate amenzi drastice, iar conducătorii clubului au fost suspendați. Anul următor, Sunderland retrogradează  pentru prima dată și începe o perioadă tulbure pentru club, cu promovări și retrogradări dramatice. 
În 1973, când se afla în liga secundă, a câștigat cea de-a doua cupă FA din istorie, după ce a învins puternica echipă a lui Leeds United, cu scorul de 1-0, în finala de pe Wembley. În fața stadionului lui Sunderland există o statuie reprezentându-l pe Bob Stokoe, antrenorul lui Sunderland la acea finală, alergând să-și îmbrățișeze jucătorii.
În 1992 joacă o nouă finală de Cupă împotriva celor de la Liverpool, dar pierde cu scorul de 0-2.

### Istoria recentă
După retrogradare, clubul este preluat de Consorțiul Drumaville, format din 7 oameni de afaceri irlandezi și un englez, președintele consorțiului fiind Niall Quinn.
Quinn îl instalează pe Roy Keane, care promovează în sezonul 2006-2007. 
În vara anului 2009, omul de afaceri Ellis Short preia controlul asupra clubului, iar Niall Quinn rămâne președinte. Steve Bruce este numit antrenor principal pe 3 iunie 2009. După instalare, Bruce cheltuie peste 30 de milioane de lire pentru aducerea la club a unui număr de 7 jucători noi: Fraizer Campbell, Paulo Da Silva, Lorik Cana, Darren Bent, Lee Cattermole, Michael Turner și John Mensah, împrumutat.
În anul 2025, Sunderland a reușit să promoveze în Premier League după 8 ani.

## Stadion
În 1997, clubul se mută pe Stadium of Light (Stadionul Luminii), după ce jucase 99 de ani pe Roker Park, iar sezonul următor promovează în Premier League. Urmează două sezoane foarte bune, obținând locul 7 în 2000 și 2001, cuplul de atacanți Niall Quinn - Kevin Phillips fiind unul prolific. În 2000, Kevin Phillips devine singurul jucător englez din istorie care câștigă Gheata de Aur a Europei, cu cele 30 de goluri înscrise în Premier League.
La sfârșitul sezonului 2002-2003, Sunderland retrogradează, apoi revine în Premier League în 2005, dar retrogradează din nou în 2006.

## Palmares
Campionatul Angliei (6)
- 1892, 1893, 1895, 1902, 1913, 1936

Cupa Angliei (2)
- 1937, 1973

Supercupa Angliei
- 1936

## Jucători

### Lotul actual
La 12 august 2025
| Nr. |                   | Poziție | Jucător            |
| --- | ----------------- | ------- | ------------------ |
| 1   | Anglia            | P       | Anthony Patterson  |
| 2   | Țara Galilor      | F       | Niall Huggins      |
| 3   | Anglia            | F       | Dennis Cirkin      |
| 4   | Anglia            | M       | Dan Neil (căpitan) |
| 5   | Irlanda de Nord   | F       | Daniel Ballard     |
| 6   | Franța            | F       | Timothée Pembélé   |
| 7   | Maroc             | M       | Chemsdine Talbi    |
| 8   | Republica Irlanda | M       | Alan Browne        |
| 9   | Portugalia        | A       | Luís Semedo        |
| 10  | Anglia            | M       | Patrick Roberts    |
| 11  | Anglia            | M       | Chris Rigg         |
| 12  | Spania            | A       | Eliezer Mayenda    |
| 13  | Anglia            | M       | Luke O'Nien        |
| 14  | Anglia            | A       | Romaine Mundle     |
| 15  | Paraguay          | F       | Omar Alderete      |
| 16  | Camerun           | P       | Blondy Nna Noukeu  |
| 17  | Franța            | M       | Abdoullah Ba       |
| 18  | Franța            | A       | Wilson Isidor      |
| 19  | Senegal           | M       | Habib Diarra       |
| 21  | Anglia            | P       | Simon Moore        |
| 22  | Țările de Jos     | P       | Robin Roefs        |
| 23  | Țările de Jos     | F       | Jenson Seelt       |

| Nr. |                           | Poziție | Jucător                              |
| --- | ------------------------- | ------- | ------------------------------------ |
| 24  | Coasta de Fildeș          | M       | Simon Adingra                        |
| 25  | Grecia                    | F       | Nectarios Triantis                   |
| 27  | Anglia                    | M       | Jay Matete                           |
| 28  | Franța                    | M       | Enzo Le Fée                          |
| 29  | Nigeria                   | A       | Ahmed Abdullahi                      |
| 30  | Serbia                    | M       | Milan Aleksić                        |
| 32  | Irlanda de Nord           | F       | Trai Hume                            |
| 33  | Norvegia                  | F       | Leo Hjelde                           |
| 34  | Elveția                   | M       | Granit Xhaka                         |
| 36  | Columbia                  | M       | Ian Poveda                           |
| 39  | Franța                    | M       | Pierre Ekwah                         |
| 41  | Anglia                    | F       | Zak Johnson                          |
| 42  | Anglia                    | F       | Aji Alese                            |
| 45  | Anglia                    | F       | Joe Anderson                         |
| 48  | Anglia                    | F       | Jenson Jones                         |
| 50  | Anglia                    | M       | Harrison Jones                       |
|     | Mozambic                  | F       | Reinildo Mandava                     |
|     | Republica Democrată Congo | F       | Arthur Masuaku                       |
|     | Republica Democrată Congo | M       | Noah Sadiki                          |
|     | Spania                    | A       | Marc Guiu (împrumutat de la Chelsea) |
|     | Ucraina                   | A       | Nazariy Rusyn                        |

### Împrumutați
| Nr. |        | Poziție | Jucător                                            |
| --- | ------ | ------- | -------------------------------------------------- |
|     | Franța | M       | Adil Aouchiche (la Aberdeen până pe 30 iunie 2026) |

## Stadioane
- 1879-1882 - Blue House Field
- 1882-1883 - Groves Field
- 1883-1884 - Horatio Street
- 1884-1886 - Abbs Field
- 1886-1898 - Newcastle Road
- 1898-1997 - Roker Park
- 1997-prezent - Stadium of Light

## Jucători importanți
- Ned Doig
- Alf Common
- Leigh Richmond Roose
- Charlie Buchan
- Johnny Mapson
- Dave Halliday
- Bobby Gurney
- Raich Carter
- Willie Watson
- Len Shackleton
- Trevor Ford
- Colin Pascoe
- Billy Bingham
- Len Ashurst
- Eric Gates
- Gordon Bradley
- Don Revie
- Charlie Hurley
- Brian Clough
- Jim Baxter
- Ian Porterfield
- Dave Watson
- Gary Rowell
- George Burley
- Jimmy Montgomery
- Barry Venison
- Bryan 'Pop' Robson
- Sam Allardyce
- Terry Butcher
- Kevin Ball
- Ally McCoist
- Marco Gabbiadini
- Michael Gray
- Michael Bridges
- Alex Rae
- Thomas Helmer
- Stefan Schwarz
- Steve Bould
- Niall Quinn
- Chris Waddle
- Chris Woods
- Lee Clark
- Kevin Phillips
- Thomas Sørensen
- Don Hutchison
- Julio Arca
- Tore André Flo
- Marcus Stewart
- Thomas Myhre
- Paul Bracewell
- Claudio Reyna
- Jason McAteer
- Mart Poom
- Patrick Mboma
- Kieran Richardson
- Craig Gordon
- Dwight Yorke
- Djibril Cisse